# Sperata aor
Sperata aor — вид сомоподібних риб з роду Sperata родини Bagridae.

## Опис
Загальна довжина сягає 1,8 м, зазвичай до 1 м. Голова велика, витягнута з рельєфним пластинчастим рилом. Очі великі, опалесціюючи. Є 4 пари вусів, з яких вуси на верхній щелепі найдовші (у самці довгі ніж у самиць). Тулуб масивний, у самців — стрункіше. Бічна лінія безперервна, пряма. Має великий плавальний міхур. Грудні плавці складаються з 9-10 променів з зовнішньою зазубреною колючкою, черевні — 6, анальний — 11-13. Жировий плавець великий. Хвостовий плавець сильно вирізаний, з 19-21 променями. Лопаті широкі.
Забарвлення бліде, сріблясто-сталеве. На краю жирового плавця розташована характерна чорна крапочка. Очі чорно-лілового кольору.

## Спосіб життя
Є демерсальною рибою. Воліє до чистої, проточної води. Зустрічається у річках, ставках, озерах, каналах і водосховищах Активна в присмерках. Полює біля дна. Живиться дрібними рибами, хробаками.
Статева зрілість настає у віці 2 років. Самиця відкладає 2-8 тис. ікринок діаметром 1 мм, які прикріплюються до каміння або листя. Інкубаційний період триває 20-30 годин. За місяць мальки сягають 1,3 см.
Тривалість життя становить до 10 років.

## Розповсюдження
Поширено у річках Пакистану, Непалу, Індії, Бангладеш, М'янми.